# Folklore
Folklore – drugi album studyjny kanadyjskiej piosenkarki Nelly Furtado, wydany 23 listopada 2003, przez DreamWorks Records. Producentem wydawnictwa jest Nelly Furtado, Track (Gerald Eaton) & Field (Brian West), Mike Elizondo i Lil' Jaz. Album jest nagrany w stylu pop, folk rock, world, country, blue-eyed-soul i soft rock. Utwory rejestrowano w Los Angeles i Kalifornii. Album zadebiutował na 38. pozycji Billboard 200 i uzyskał przychylne recenzje. Sprzedał się w 68 tys. egzemplarzy w pierwszym tygodniu od premiery. Zdobył platynową płytę w Kanadzie i Szwajcarii. Promowany był przez inauguracyjny singel „Powerless (Say What You Want)”. Furtado była nominowana w kategorii Song of the Year (za piosenkę „Força”). Wydawnictwo promowała trasa Come as You Are Tour.

## Lista utworów
1. One-Trick Pony (feat. Kronos Quartet) - 4:47
2. Powerless (Say What You Want) - 3:54
3. Explode - 3:44
4. Try - 4:39
5. Fresh Off the Boat - 3:16
6. Força - 3:40
7. The Grass Is Green - 3:50
8. Picture Perfect - 5:16
9. Saturdays (feat. Jarvis Church) - 2:05
10. Build You Up - 4:58
11. Island of Wonder (feat. Caetano Veloso) - 3:49
12. Childhood Dreams - 6:33

## Bonus Track UK
1. Try (Acoustic Version) - 4:04
2. Powerless (Say What You Want) (Video) - 3:52

### Dysk 1: DVD
1. I'm like a Bird (Video)
2. Turn Off the Light (Video)
3. ...On the Radio (Video)
4. The Making of Folklore

### Dysk 2: CD
1. Fresh Off the Boat / Powerless (Say What You Want) / Explode / Try (Medley)
2. Nelly Furtado on Folklore